# Pressione colloido-osmotica
La pressione colloido-osmotica, anche detta pressione oncotica, indica la pressione che esercitano i soluti in una soluzione (di solito biologica come liquido interstiziale e/o plasma). Essa viene determinata da una maggiore concentrazione di proteine e minerali presenti nei liquidi biologici.
In altre parole, in un vaso permeabile all'acqua in cui si ha maggiore concentrazione di ioni e proteine ci sarà una maggiore pressione oncotica (o colloido-osmotica) che richiamerà molecole di acqua dall'esterno verso l'interno della membrana al fine di annullare il più possibile la differenza di concentrazione di soluti tra le due membrane.
Ad esempio, nei capillari e nel liquido interstiziale il movimento osmotico dell'acqua è diretto dal liquido interstiziale ai capillari a causa della differenza di pressione oncotica tra questi due spazi, e anche ad un delicato equilibrio tra Pressione idrostatica e pressione oncotica; nelle arteriole vi è una leggera diffusione di liquidi verso l'esterno cioè verso il liquido interstiziale data da una pressione Idrostatica più alta a livello del capillare rispetto alla pressione Oncotica, viceversa nella venula in cui la pressione Idrostatica è più bassa di quella Oncotica a causa dell'attrito dei capillari e della bassa velocità del flusso venoso non pulsante, ci sarà un lieve flusso di liquido dallo spazio interstiziale alla venula a causa dello spostamento dell'equilibro a favore della pressione Colloido Osmotica.